# ジュリー・マロ
ジュリー・マロ（Julie Maroh、1985年 - ）は、フランスのバンド・デシネ作家(漫画家)である。

## 経歴
1985年、フランス最北部の町ランスにて生まれる。ルーベの応用美術・テクスタイル高等学校(École Supérieure des Arts Appliqués et du Textile)で応用美術の資格を取得後、ベルギーに渡りブリュッセルのサン＝リュック美術学院にてヴィジュアル・アート、ブリュッセル王立美術アカデミーにて石版画と版画を学ぶ。2008年にブリュッセルのバンド・デシネ展で有望新人賞を受賞。2010年に発表した処女作『ブルーは熱い色』で新進気鋭のバンド・デシネ作家として注目を集める。同性愛をテーマにしたこの作品は、本国も含め11か国で出版され、2011年に第38回アングレーム国際漫画祭において読者賞を受賞している。また、2013年に同作品は映画監督のアブデラティフ・ケシシュによって映画化された。現在はアングレームで暮らしている。

## 作品
- ブルーは熱い色(Le Bleu est une Couleur Chaude、2010年)
- スカンダロン[2](Skandalon、2013年)
- 都市とジェンダー(City & Gender、2015年)

## 映像化作品
- アデル、ブルーは熱い色（La Vie d'Adèle、アブデラティフ・ケシシュ監督、2013年）

『ブルーは熱い色』の映像化作品。同作は2013年カンヌ国際映画祭において最高賞パルムドールを受賞している。

## 日本での出版
- 『ブルーは熱い色』（関澄かおる訳、DU BOOKS、2014年3月、ISBN 9784907583057）